# Hemiteles punctatus
Hemiteles punctatus là một loài tò vò trong họ Ichneumonidae.